# Waindamu River
Waindamu River är ett vattendrag i Fiji.   Det ligger i divisionen Centrala divisionen, i den östra delen av landet, 26 km nordost om huvudstaden Suva.